# Сіннів
Сіннів (пол. Siennów) — село на Закерзонні в Польщі, у гміні Заріччя Переворського повіту Підкарпатського воєводства.
Населення — 1103 особи (2011).

## Історія
У ході колонізації захоплених руських земель Галичини в 1390 р. в селі започаткована римо-католицька парафія.
В 1831 р. в селі було 192 греко-католики, які належали до парафії Кречовичі Каньчуцького деканату Перемишльської єпархії.
Відповідно до «Географічного словника Королівства Польського» в 1883 р. Сіннів знаходилось у Ланцутському повіті Королівства Галичини і Володимирії, було 159 будинків і 905 мешканців, з них 283 римо-католики, 583 греко-католики і 39 юдеїв. На той час унаслідок півтисячоліття латинізації та полонізації українці лівобережного Надсяння опинилися в меншості.
У 1937 р. в селі проживало 317 українців-грекокатоликів парафії Кречовичі Лежайського деканату Перемишльської єпархії.
На 01.01.1939 році в селі проживало 1360 мешканців, з них 250 українців-грекокатоликів, 1050 поляків і 60 євреїв. Село входило до ґміни Каньчуга Переворського повіту Львівського воєводства.
1945 року з села до СРСР вивезли 36 українців (10 родин). Переселенці прибули до Дрогобицької та Тернопільської областей. Решту українців у 1947 р. під час операції «Вісла» депортовано на понімецькі землі.
У 1975—1998 роках село належало до Перемишльського воєводства.

## Демографія
Демографічна структура станом на 31 березня 2011 року:
|          | Загалом | Допрацездатний вік | Працездатний вік | Постпрацездатний вік |
| -------- | ------- | ------------------ | ---------------- | -------------------- |
| Чоловіки | 542     | 108                | 379              | 55                   |
| Жінки    | 561     | 115                | 316              | 130                  |
| Разом    | 1103    | 223                | 695              | 185                  |